# گلسنگ مویین
گلسنگ مویین (نام علمی: Bryoria fremontii) نام یک گونه از رده لکانورومیستس است.